# Antigona
Antigona a fost fiica lui Oedip, regele cetății Teba, născută în urma căsătoriei incestuoase a acestuia cu mama sa, Iocasta. A fost soră cu Ismene, Eteocles și Polinice. 

## Mitologie
După ce oracolul i-a dezvăluit lui Oedip crima și incestul săvârșit, acesta s-a pedepsit scoțându-și ochii și pornind orb în pribegie. Antigona și-a însoțit tatăl, devenit cerșetor. După moartea lui Oedip, s-a întors la Teba, unde a aflat că cei doi frați ai ei muriseră în luptă, ucigându-se reciproc. Încălcând porunca tiranului Creon, care interzisese ca Polynices să fie îngropat, Antigona presară pământ peste trupul neînsuflețit al fratelui ei, îndeplinind ritualul înmormântării. Pentru acest gest, Creon ordonă să fie închisă și îngropată de vie. Antigona se spânzură în închisoare, iar Haemon, logodnicul ei (fiul lui Creon), se sinucide la rândul său.
Printre cele mai celebre și mai desăvârșite piese ale lui Sofocle (496-406 î.C.) se numără tragediile Oedip Rege, Oedip la Colonos si Antigona.
Preferința pe care grecii au acordat-o întotdeauna piesei Antigona se datorează, în primul rând, personajului feminin. În actul său, Antigona nu mai recurge la ajutorul zeilor. Faptul e nou și, totodată, încărcat de semnificații. Găsește în inima ei suficiente temeiuri cu care să-și înfrunte destinul și eventual să accepte chiar martirajul. Sub acoperirea acestora, rupe barierele sacrosancte ale familiei, sfidează o seamă de legi ale societății și nu se teme de sancțiuni. În fața ei se află Creon, gelos de autoritatea regală și temându-se să nu piardă puterea. Cu sprijinul cetății, el sprijină rigiditatea și egoismul acestei autorități. Sufletul liber și generos al Antigonei nu se impresionează de rigorile autorității. Singură, fără niciun alt sprijin decât îndemnurile intime ale cugetului, înfruntă pe rege și o dată cu acesta un întreg lanț de prejudecăți statale. Vede în decizia regelui o nelegiuire, și aceasta îi e de ajuns pentru a protesta fără nicio frică împotriva ei. O dată ce a luat hotărârea, nimic nu o mai împiedică de a o aduce la îndeplinire: nici amenințările crude ale lui Creon și nici intervențiile calde, iubitoare ale surorii ei, Ismena.
Filozofia pe care o putem deduce din actele Antigonei are în ea accente ce anunță pe acelea ale filozofiei platoniciene. Ne aflăm, oarecum, pe un plan de "idei pure". Antigona se sacrifică pentru legi care nu sunt scrise pe hărtie, ci țin de permanența conștiinței umane. Aproape că nici nu o vedem luptând; merge la moarte, drept, ca din datorie. Aceasta îi dă o dimensiune aproape supraomenească. Atunci când declară: "m-am născut ca să aduc în lume iubire, nu ură" - are în vedere datoria ei față de fratele său mort, mai mult decât sentimentul său de dragoste față de Hemon. Întreaga ei viață s-a țesut din devotament pentru ai săi. Ani, în șir, a mângâiat bătrânețea nefericită a tatălui său orb. A încercat, între zidurile Tebei, să-și impace frații. Rareori s-a putut gândi și la ea, la problemele ei intime, ca fată tânără, ca îndrăgostită. Datoria față de alții, ca și cea față de legea morală, i-a poruncit să uite de sine. Găsim în misiunea ei o frumusețe severă, de proporții eroice. Aceasta se păstrează până la sfârșit; spre grota unde va fi ca și înmormântată de vie, Antigona va păși demnă, hotărâtă, fără ezitările, slăbiciunile ori regretele noastre obișnuite. Ideea - s-ar putea spune - e mai puternică în ea decât sentimentul.
Păreri autorizate văd în Antigona una din cele mai frumoase opere ale teatrului grec, dacă nu chiar cea mai frumoasă. Statura nobilă a Antigonei impune, alcătuind o replică vie a statuilor lui Fidias și ale elevilor săi. Pare o statuie vie a datoriei. Prin gândirea sa morală, ca și prin apriga ei stăruință în virtute, domină, parcă, nu numai umanitatea dimprejur, ci toată umanitatea. Dintr-un subiect simplu, poetul a știut să scoată peripeții dramatice, fiecare din acestea unind un conținut psihologic cu unul filozofic. Succesiunea scenelor trezește în sufletul spectatorului o gamă de sentimente bogată și nobilă, în care admirația alternează cu teama, mila și simpatia cu indignarea. Corul, în cântecele de o rară frumusețe poetică, dă fundalul moral al acțiunii, interpretând în legătură cu aceasta fie voința divinității, fie adevărurile legilor omenești.